# Bistum Samoa-Pago Pago
Das Bistum Samoa-Pago Pago (lat.: Dioecesis Samoa-Pagopagensis, engl.: Diocese of Samoa-Pago Pago) ist eine in Amerikanisch-Samoa gelegene römisch-katholische Diözese mit Sitz in Pago Pago. 

## Geschichte
Das Bistum Samoa-Pago Pago wurde am 10. September 1982 durch Papst Johannes Paul II. mit der Apostolischen Konstitution Studiose quidem aus Gebietsabtretungen des Bistums Samoa und Tokelau errichtet. Es wurde dem Erzbistum Samoa-Apia als Suffraganbistum unterstellt. 

## Bischöfe von Samoa-Pago Pago
- John Quinn Weitzel MM, 1982–2013
- Peter Brown CSsR, 2013–2023
- Kolio Etuale, seit 2023